# Hubert-Pascal Ameilhon
Hubert-Pascal Ameilhon, né à Paris le 6 avril 1730 et mort le 13 novembre 1811, est un historien et bibliothécaire français.

## Biographie
Hubert-Pascal Ameilhon est le fils de Pierre Pascal Ameilhon, maître-tailleur. Il se destine à l'état ecclésiastique et fait des études de  théologie et il obtient la maîtrise ès-Arts.
Il entame sa carrière de bibliothécaire à la bibliothèque de la Ville de Paris. Passionné d'antiquité classique, il publie en 1766 une Histoire du commerce et de la navigation des Égyptiens qui est couronnée par l'Académie royale des inscriptions et belles-lettres, dont il est élu membre en 1786. Il rédige les huit derniers volumes de l'Histoire du Bas-Empire laissée inachevée par Charles Le Beau. Il publie de nombreux mémoires historiques, parmi lesquels des Éclaircissements sur l'inscription grecque du monument trouvé à Rosette.  Il est rédacteur à la Suite de la Clef, ou Journal historique sur les matières du temps pendant plusieurs années jusqu'en 1776, puis directeur du Journal de l'agriculture, du commerce, des arts et des finances de 1778 à 1781. Il est également membre de la Société royale d'agriculture.
Acquis à la Révolution, Ameilhon est nommé membre de la Commission pour la conservation des monuments des arts et des sciences en 1790. Étant parvenu à convaincre les autorités de la nécessité de préserver au nom du peuple les livres confisqués aux institutions de l'Ancien Régime, aux congrégations religieuses et aux bibliothèques particulières, il sauve de la dilapidation et de la destruction plus de 800 000 volumes. Nombre de ces ouvrages trouvent leur place à la bibliothèque de l'Arsenal, dont Ameilhon organise les collections et dont il est nommé directeur en 1799. Il en a été nommé bibliothécaire par le décret du Directoire du 9 floréal an IV (28 avril 1797) avec comme sous-bibliothécaires Germain Poirier et Ameilhon jeune ; après sa mort en 1811, il est remplacé par Joseph Treneuil.
Hubert-Pascal Ameilhon a également une activité de journaliste. Il collabore dès 1749 au Journal de Verdun et cela jusqu'en 1776, date à laquelle le titre cesse de paraître. En 1777, il rédige la Gazette d'agriculture, ainsi que le Journal de l'agriculture, du commerce, des arts et des finances. Il est aussi, entre 1790 et 1792 un des principaux rédacteurs du Journal des savants.

## Principaux ouvrages
- Histoire du commerce et de la navigation des Égyptiens, sous le Règne des Ptolémées (1766)
- Histoire du Bas-Empire en commençant à Constantin le Grand par Charles Le Beau (volumes XXII à XXIX, 1781-1817)
- Éclaircissements sur l'inscription grecque du monument trouvé à Rosette, contenant un décret des prêtres de l'Égypte en l'honneur de Ptolémée Épiphane, le cinquième des rois Ptolémées (1803)